# 淡水線
淡水線為台北捷運營運中的路線，屬於高運量系統；圓山站以南（不含圓山站）皆為地下路線，以北至北投站（含北投站）為高架路線；北投站以北至紅樹林站為平面路線（淡水站為高架車站）。路線北起淡水站，沿台二乙線、台二線與淡水河岸間路廊過關渡隧道至關渡，接著大致沿中央北路南側至北投，之後大致沿東華街與西安街間路廊至士林，穿過基隆河後，沿玉門街轉入地下，經線形公園下方至台北車站，再沿公園路至中正紀念堂站。全長23.2公里。淡水線與信義線共同的構成淡水信義線，是台北捷運的幹線之一。

## 概要
淡水線「淡水－中山」段最初先於1997年3月28日開放通車，為台灣最早通車的高運量捷運路段，同年12月啟用「中山－台北車站」段（即全線通車）。1998年12月配合中和線通車，啟用「台北車站－中正紀念堂」段（經由新店線「中正紀念堂 －古亭」通車路段直通中和線），營運模式為「淡水－南勢角」。1999年11月因新店線全線通車，淡水線營運模式改為「淡水－新店」與「北投－南勢角」。在台北捷運開通至2012年間的早期路網時代，淡水線曾長期與綠線的新店線及橘線的中和線直通營運，部份民眾曾仿照板南線簡稱將淡水線、新店線及中和線合稱為淡新中線，但並非正式名稱。2012年9月，東門站啟用，中和新蘆線貫通，「北投－南勢角」營運模式取消，改為「北投－台電大樓」區間車，以補足原「北投－南勢角」營運模式的班距，此時淡水—新店區間皆稱為淡水線。2013年11月，信義線通車後，「北投－台電大樓」區間車取消，改開行「北投－象山」列車連結信義計畫區一帶，而「淡水－新店」列車則繼續直通營運至2014年11月14日。
2014年11月15日，配合松山線的通車淡水線與新店線正式分離，信義線開始採用「淡水－象山」與淡水線直通的營運模式，兩線合稱「淡水信義線」。
本線另有新北投支線，自北投站分出。淡水線通車後初期，曾開行直通新北投線的列車，後來因為新北投支線距離民宅過近，引發噪音問題而終止直通列車的運行。
本線開通初期全程（淡水－中山／台北車站）票價為新台幣80元，與客運並存，但後來降價，造成與之平行的客運路線陸續停駛。
本線於2013年7月23日先於淡水線石牌實施列車入站廣播提示，同年7月31日全面採用，信義線通車後不分列車均採用。2014年中「紅樹林－復興崗」段才開始採用。

## 歷史
- 1988年2月24日：淡水線北投機廠舉行開工典禮[2][3]。
- 1988年3月16日：淡水線北投機廠宣布暫停施工[4]。
- 1988年7月22日：淡水線北投機廠舉行復工典禮[5]。
- 1988年12月30日：淡水線新北投車站及支線工程舉行開工典禮[6]。
- 1997年3月28日：「淡水－中山」段正式通車啟用[7]，成為臺北捷運第二條路線，並同時開通台北捷運大街(今中山地下街)，以供旅客轉乘台鐵至全國各地。

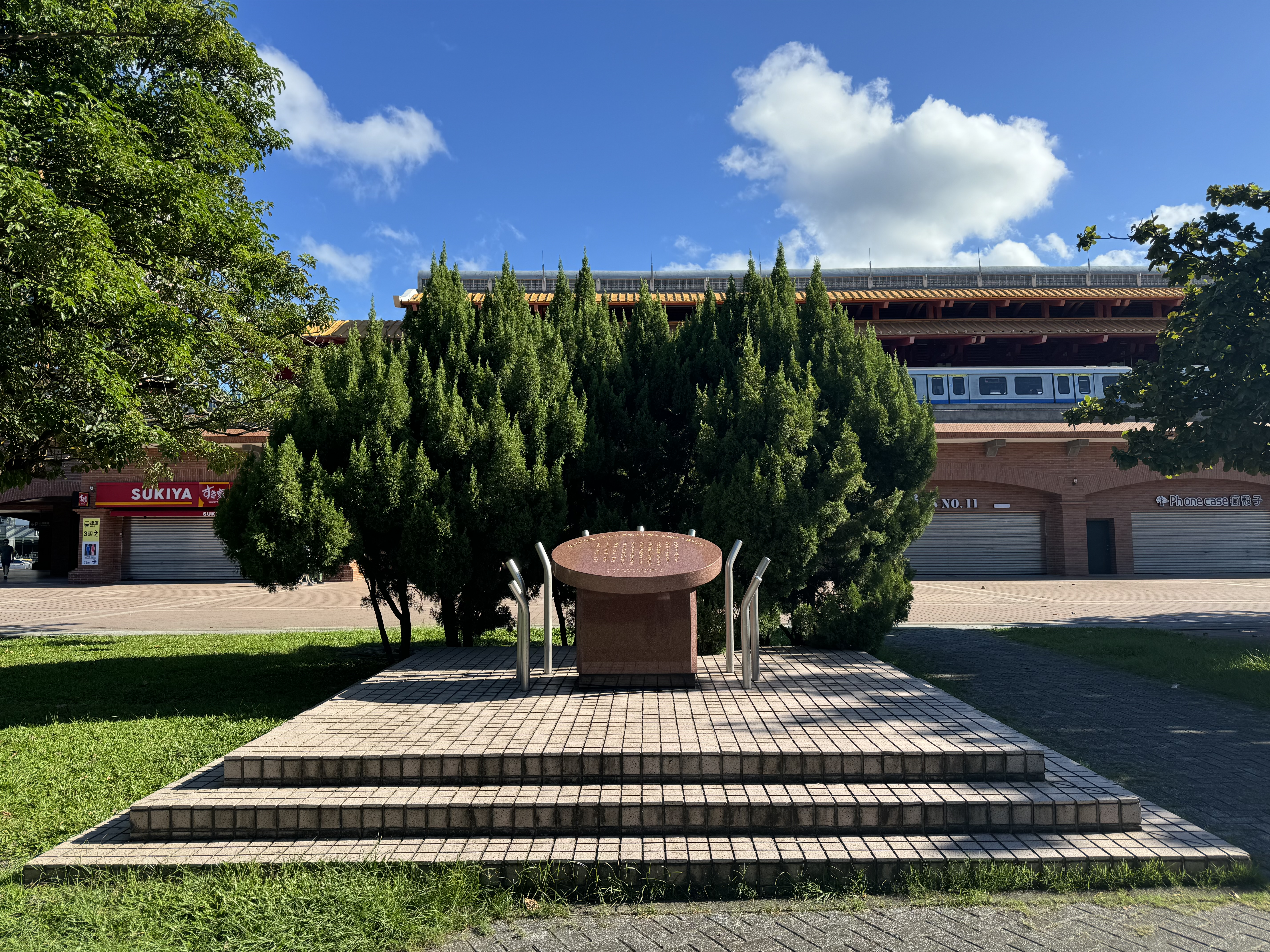
淡水線工程殉職人員紀念碑

- 1997年12月25日：「中山－台北車站」段正式通車啟用。

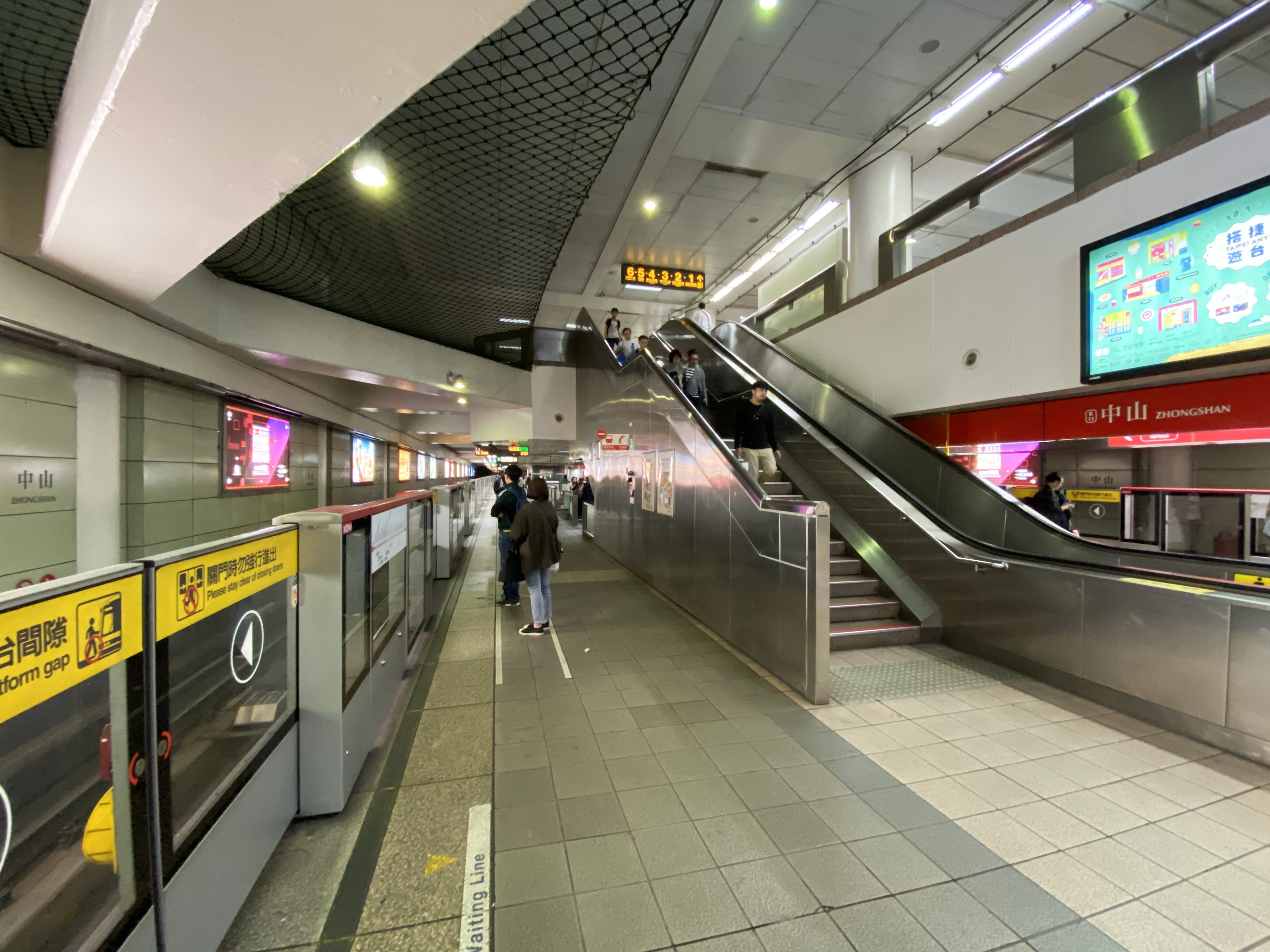
中山站月台

- 1998年12月24日：「台北車站－中正紀念堂」段正式通車啟用（直通新店線「中正紀念堂站－古亭站」段、中和線）。
- 2001年9月17日：納莉颱風帶來大量降雨導致洪水湧入台北車站月台，造成部分路段停駛達3個月。
- 2010年10月27日：8點34分中正紀念堂站一列北投方向列車傳出煞車系統異常而停駛，台電大樓站－台北車站間及頂溪站－台北車站路段改採用單線雙向模式營運，全線延誤狀況至10點左右方向解決[8]，淡水線全線約2萬多人次受到影響[9]。
- 2011年6月16日：經內政部於該日核定，淡水區（Tamsui）與鹿港鎮（Lukang）為全國首二例恢復歷史慣用譯名的鄉鎮市區級地名[10]。台北捷運公司配合辦理變更，將本線及淡水站之譯名拼音由「Danshui」變更為「Tamsui」。
- 2012年9月29日：因應新莊線東門站完工通車，「北投-南勢角」區間車開行最後列車，用車為301型列車001/002﹝北投開﹞和011/012﹝南勢角開﹞。深夜模式的台北車站-南勢角最後列車為301型列車039/040。
- 2012年9月30日：中和線與新蘆線貫通，取消「北投－南勢角」營運模式，新增「北投－台電大樓」區間車。[11]
- 2013年7月9日：淡水線兩輛列車在行經高架車站時，因當日下午的瞬間大雨造成列車漏水現象，後緊急送至北投機廠維修。
- 2013年11月23日：因應信義線完工通車，「北投－台電大樓」區間車開行最後列車，用車為301型列車007/008（北投開）和019/020（台電大樓開）。深夜模式的台北車站-台電大樓最後列車為301型列車003/004。
- 2013年11月24日：信義線上午6點通車（為不影響「淡水－新店」的營運，先行直通至淡水線北投站，營運模式為「北投－象山」），原「北投－台電大樓」列車取消。
- 2014年3月30日：由於330反服貿遊行的關係，台大醫院站與中正紀念堂站一度湧入大量人潮，於當日下午2點至2點40分啟動列車過站不停模式，淡水線有八班列車過站不停，已經恢復正常營運。[12]
- 2014年4月8日：台北市政府公布松山線通車後的營運模式，松山線將與小南門線、新店線直通運行，淡水線將不再與新店線直通運行，正式與同屬紅線的信義線銜接直通營運。屆時運行15年的「淡水－新店」列車將正式走入歷史，改採原定之「淡水－象山」營運模式。[13]
- 2014年5月29日：下午4時18分石牌站發生供電異常，「石牌－士林」段採用單線雙向營運，「北投－士林」段採用公車接駁，另信義線象山站發出的列車支援延駛至淡水站。
- 2014年9月10日：下午1時48分士林站往淡水方向發生旅客掉落月台，「石牌－民權西路」段採用單線雙向營運，「北投－台北車站」段採用公車接駁，於下午2時28分恢復正常營運。本次事件影響淡水線、新店線、信義線約18部列車、旅客約8,000人。
- 2014年11月14日：「淡水－新店」營運模式最後一天運行，比照「北投－南勢角」、「北投－台電大樓」發出最後列車後走入歷史。最後列車為301型027/028（新店開）和037/038（淡水開），兩班列車在劍潭站交會。
- 2014年11月15日：淡水線與信義線正式貫通，原「北投－象山」列車將保留但改在尖峰時段開行，並新增「淡水－象山」與「北投－大安」（離峰時段）兩種營運模式。營運長達15年的「淡水－新店」正式取消。
- 2014年12月3日：下午1時許芝山站往淡水方向發生旅客掉落月台，「石牌－士林」段採單線雙向營運，班距約為26分鐘，「北投－士林」段採公車接駁，1時22分恢復營運。
- 2015年8月8日：「淡水－圓山」段由於蘇迪勒颱風過境停駛，故自象山站發出列車僅行駛至民權西路站，直到晚上6點恢復全線正常營運。
- 2016年4月26日：晚上7時34分因信義線「東門－台北101/世貿」段發生供電異常，信義線全線與「台北車站－中正紀念堂」段被迫暫停營運，「淡水－台北車站」採用局部營運，「台北車站－象山」段改採免費接駁公車銜接，直到晚上8時30分在信義線恢復供電正常後，淡水信義線恢復營運。

## 列車運行方式
目前營運模式：
- 「淡水－象山」列車於2014年11月15日開始
  - 為原本規劃的營運模式，2014年11月15日起淡水線已經不再與新店線直通營運，正式與信義線銜接直通營運[13]，為全程車模式。
- 「北投－大安」列車於2014年11月15日開始
  - 因大安站以東三站（信義安和站、臺北101／世貿站、象山站）的離峰運量不足，故利用大安站東側的袋狀軌開行區間車，23時以後不開行。
- 「北投－象山」列車於2013年11月24日開始
  - 為原本信義線在松山線通車前的營運模式，松山線通車後仍將繼續保留，但因大安站以東三站運量較不足，因此本營運模式只在尖峰、颱風天或疏運台北101／世貿站眾多人潮（例跨年、資訊展等）開行。
- 「淡水－大安」列車於春節期間營運
  - 這是「北投－大安」列車於春節期間、假期疏運淡水站湧入的人潮而變更的營運模式。
- 「民權西路－象山」列車於颱風來時營運
  - 因應颱風入境風速達停駛標準時原「淡水－象山」列車改為只行駛至民權西路站為止，直到恢復正常營運為止。

## 營運時間與班距
- 營運時間：05:50～01:16
- 平均班距：
  - 平常日（週一至週五）

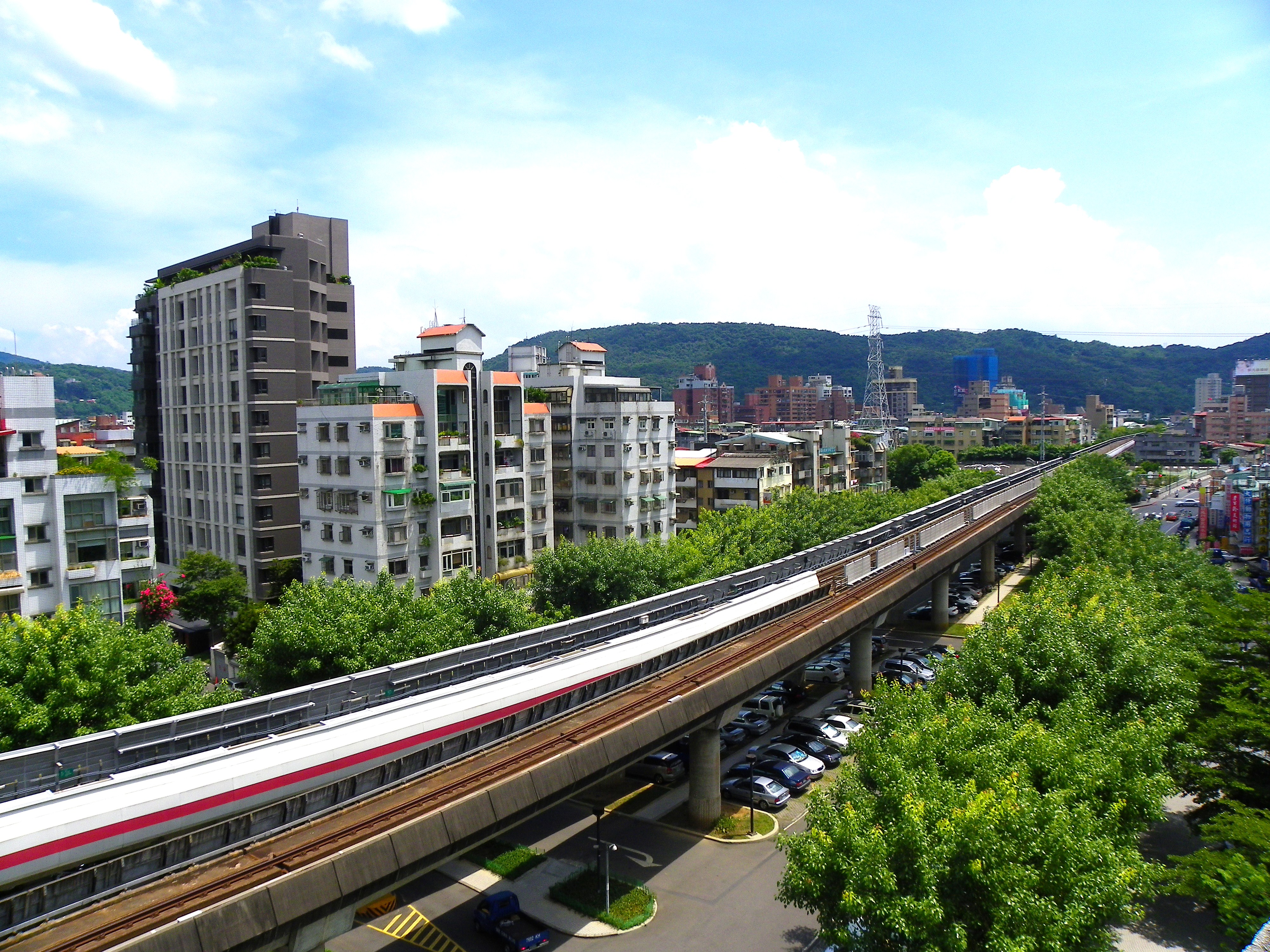
士林到芝山之間的一段高架軌

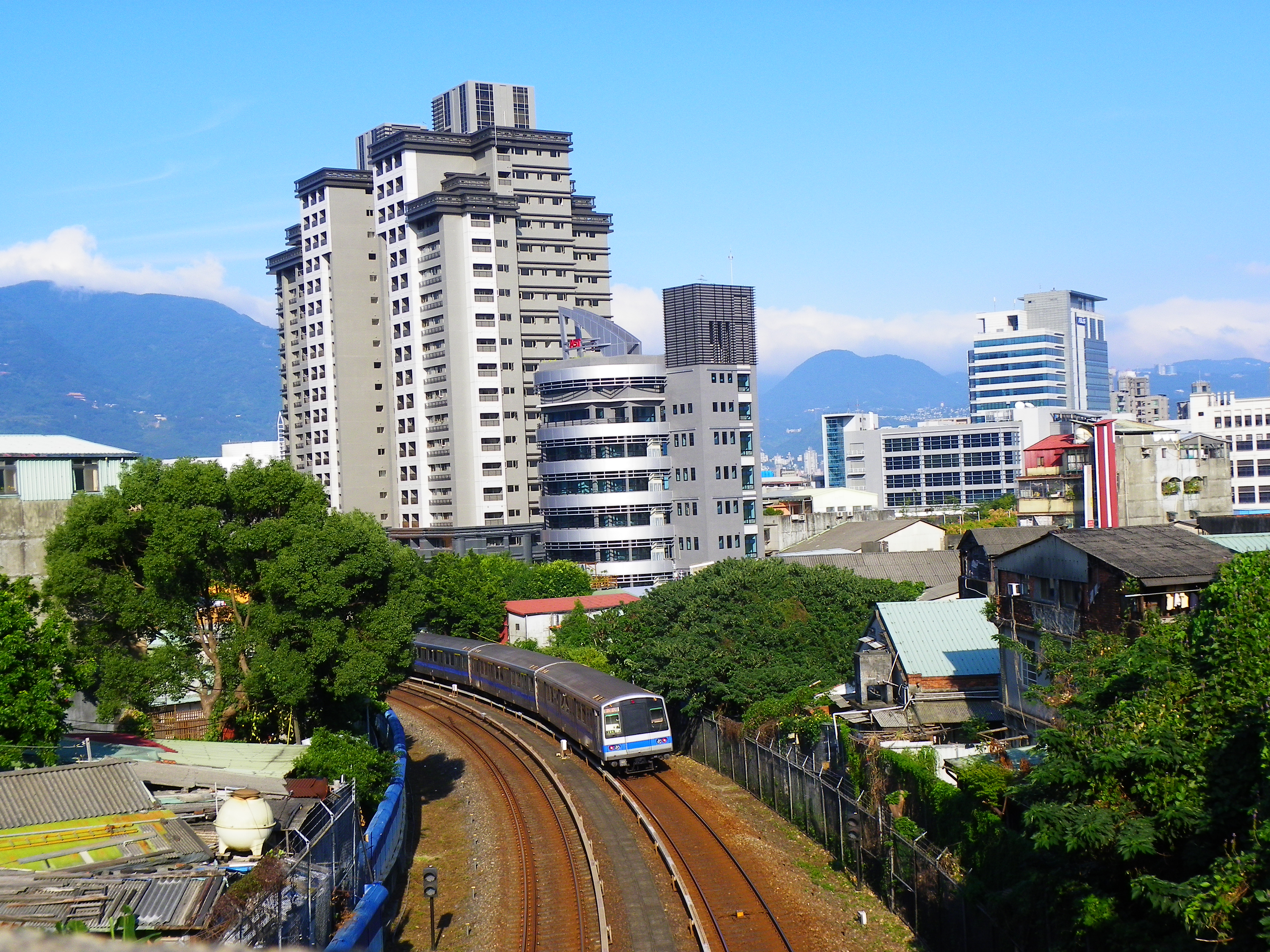
進入關渡站的南下列車位於平面路段

    - 尖峰時段（07:00～09:00，17:00～19:30）：約6分鐘，重疊區間[g]約3分鐘。
    - 次尖峰時段（19:30～23:00）：約7～8分鐘，重疊區間約3分30秒～4分鐘。
    - 離峰時段（06:00～07:00，09:00～17:00）：約8～10分鐘，重疊區間約4～5分鐘。
    - 23:00以後：約12分鐘（僅行駛「淡水－象山」模式）。

  - 例假日（週六、週日及國定假日）
    - 06:00～09:00：約8分鐘（僅行駛「淡水－象山」模式）。
    - 09:00～23:00：約8～10分鐘，重疊區間約4～5分鐘。
    - 23:00以後：約12分鐘（僅行駛「淡水－象山」模式）。[14]

## 車站
| 車站編號       | 車站名稱                | 車站名稱                                   | 交會路線       | 站體型式                                                                         | 所在地     | 所在地 |
| 車站編號       | 中文                    | 英文                                       | 交會路線       | 站體型式                                                                         | 所在地     | 所在地 |
| -------------- | ----------------------- | ------------------------------------------ | -------------- | -------------------------------------------------------------------------------- | ---------- | ------ |
| 淡水線         |                         |                                            |                |                                                                                  |            |        |
| R28            | 淡水                    |                                            | 淡海輕軌藍海線 | 高架                                                                             | 新 北 市   | 淡水區 |
| R27            | 紅樹林                  |                                            | 淡海輕軌綠山線 | 地面                                                                             | 新 北 市   | 淡水區 |
| R26            | 竹圍                    |                                            |                | 地面                                                                             | 新 北 市   | 淡水區 |
| R25            | 關渡                    |                                            | 臺 北 市       | 地面                                                                             | 北投區     |        |
| R24            | 忠義                    |                                            | 臺 北 市       | 地面                                                                             | 北投區     |        |
| R23            | 復興崗                  |                                            | 臺 北 市       | 地面                                                                             | 北投區     |        |
| R22            | 北投                    |                                            | 臺 北 市       | 新北投支線                                                                       | 北投區     | 高架   |
| R21            | 奇岩                    |                                            | 臺 北 市       |                                                                                  | 北投區     | 高架   |
| R20            | 唭哩岸 （陽明交通大學） | (National Yang Ming Chiao Tung University) | 臺 北 市       |                                                                                  | 北投區     | 高架   |
| R19            | 石牌 （榮總）           |                                            | 臺 北 市       |                                                                                  | 北投區     | 高架   |
| R18            | 明德                    |                                            | 臺 北 市       |                                                                                  | 北投區     | 高架   |
| R17            | 芝山                    |                                            | 臺 北 市       | 士林區                                                                           |            | 高架   |
| R16            | 士林                    |                                            | 臺 北 市       | 士林區                                                                           | 環狀線     | 高架   |
| R15            | 劍潭 （北藝中心）       |                                            | 臺 北 市       | 士林區                                                                           |            | 高架   |
| R14            | 圓山                    |                                            | 臺 北 市       | 中山區 大同區                                                                    |            | 高架   |
| R13            | 民權西路                |                                            | 臺 北 市       | 中山區 大同區                                                                    | 中和新蘆線 | 地下   |
| R12            | 雙連 （馬偕紀念醫院）   |                                            | 臺 北 市       | 中山區 大同區                                                                    |            | 地下   |
| R11            | 中山                    |                                            | 臺 北 市       | 中山區 大同區                                                                    | 松山新店線 | 地下   |
| R10            | 台北車站                |                                            | 臺 北 市       | 臺鐵縱貫線 台灣高鐵 板南線 松山新店線：北門（站外轉乘） 桃園機場捷運（站外轉乘） | 中正區     | 地下   |
| R09            | 台大醫院                |                                            | 臺 北 市       |                                                                                  | 中正區     | 地下   |
| R08            | 中正紀念堂 （南門）     |                                            | 臺 北 市       | 松山新店線 萬大-中和-樹林線                                                      | 中正區     | 地下   |
| （下接信義線） |                         |                                            |                |                                                                                  |            |        |

## 紀念章
本線於2015年2月11日開始採用「車站專屬紀念章戳」，各站的紀念章如下：
- 淡水站：

以淡水紅毛城和淡水漁人碼頭為主題。
- 紅樹林站：

以紅樹林保護區和水筆仔為主題。
- 竹圍站：

以淡水河岸自行車道和遠方的觀音山為主題。
- 關渡站：

以關渡大橋、關渡宮和關渡自然公園中的水鳥為主題。
- 忠義站：

以北投行天宮和國立臺北藝術大學為主題。
- 復興崗站：

以本站旁的北投機廠為主題。
- 北投站：

以本站出口、周氏節孝坊和北投市場為主題。
- 奇岩站：

以崇仰公園和遠方的丹鳳山為主題。
- 唭哩岸站：

以當地的打石文化、慈生宮和軍艦岩為主題。
- 石牌站：

以本站旁的漢番界碑、臺北榮民總醫院和行義公園裡的台灣藍鵲為主題。
- 明德站：

以磺溪公園裡的磺溪、大臺北聯合花市和使館特區為主題。
- 芝山站：

以芝山文化生態公園、臺灣戲曲中心和鄰近的天母棒球場為主題。
- 士林站：

以國立故宮博物院和士林官邸為主題。
- 劍潭站：

以本站龍舟造型建築、士林夜市和保齡球館為主題。
- 圓山站：

以遠處的圓山大飯店和臺北孔子廟為主題。
- 民權西路站：

以該站附近的婚紗街與1號出口為主題。
- 雙連站：

以大稻埕霞海城隍廟、雙連長老教會和馬偕紀念醫院為主題。
- 中山站：

結合台北之家及中山站的百貨公司，並加入木工桶，見證產業變化。
- 臺北車站：

以臺北車站、站前新光三越百貨建築、火車、高鐵為主題。
- 台大醫院站：

以臺大醫院舊院區和鄰近的二二八紀念公園為主題。
- 中正紀念堂站：

以「中正紀念堂主體」為主圖。
- 新北投站：

以北投溫泉博物館為主題。

## 外部連結
- 臺北大眾捷運股份有限公司（繁體中文） （页面存档备份，存于）